# Michael Goi

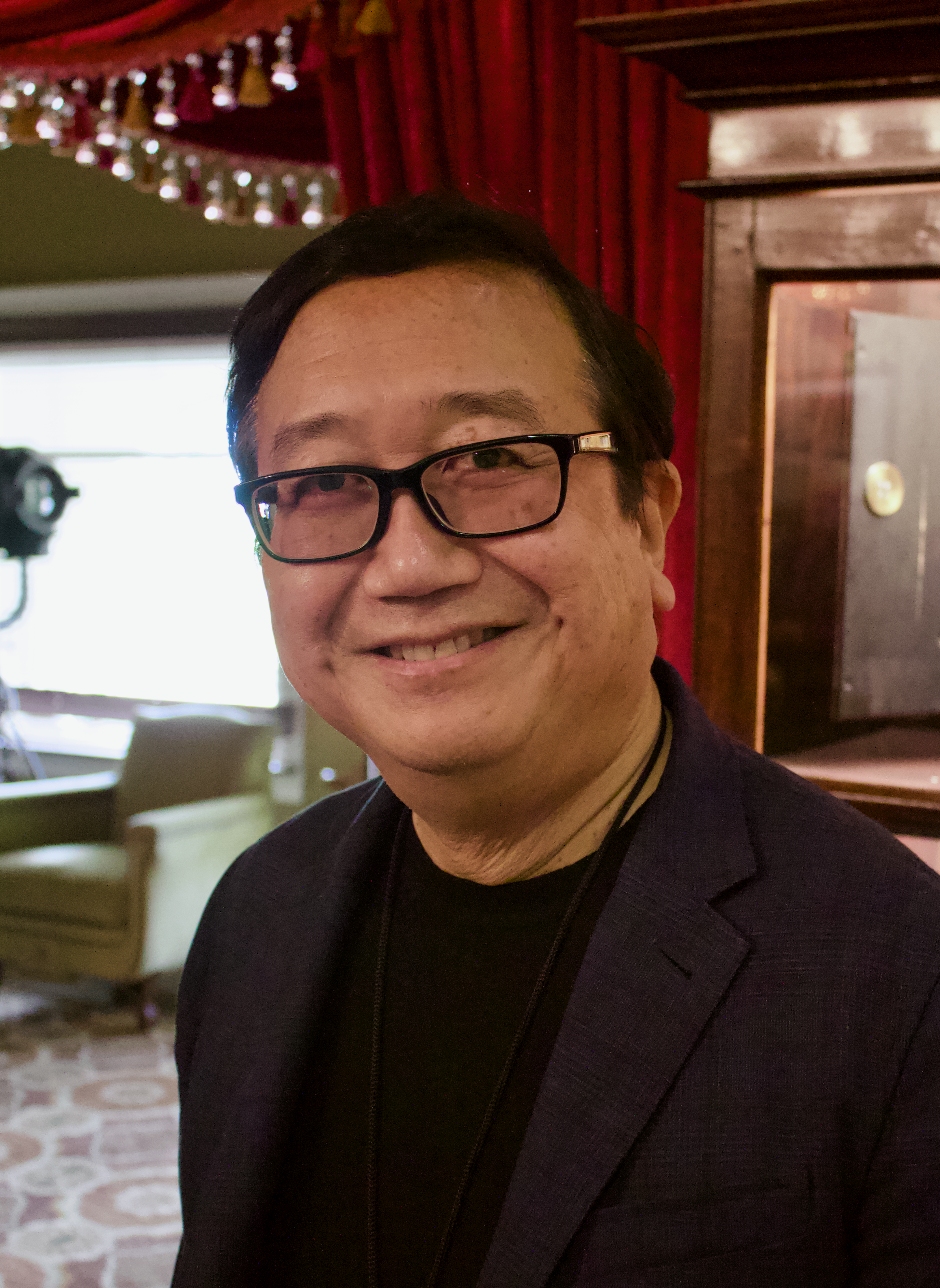
Michael Goi, 2023

Michael Goi (* 4. März 1959 in Chicago, Illinois) ist ein US-amerikanischer Kameramann und Filmregisseur.

## Leben
Goi absolvierte ein Studium im Bereich Film am Columbia College Chicago. Ab Ende der 1980er Jahre war er regelmäßig als eigenständiger Kameramann tätig. Bis in die 2000er Jahre hinein war er an verschiedenen Film- und Fernsehprojekten beteiligt, seit 2007 liegt sein Schwerpunkt auf Fernsehserien. Mehrere Male arbeitete er mit dem Regisseur und Drehbuchautor Charles Robert Carner zusammen.
1989 gab Goi mit dem Film Chains sein Debüt als Drehbuchautor. Er war auch als Kameramann an dieser Produktion beteiligt. 1999 inszenierte er mit dem Erotikfilm Voyeur seine erste eigene Produktion, für das er auch das Drehbuch schrieb. 2002 drehte er eine Folge der Serie Sexy Urban Legends, 2011 folgte mit Megan Is Missing sein zweiter Spielfilm als Regisseur. Weitere Regiearbeiten für Film und Fernsehen folgten, darunter der Horrorfilm Mary aus dem Jahr 2019 mit Gary Oldman in der Hauptrolle.
Goi war im Zeitraum der Jahre 2009 bis Mitte 2012 der Präsident der American Society of Cinematographers.
Goi war 2008, 2012 sowie 2013 und 2015 für den Emmy nominiert.

## Filmografie (Auswahl)
- 1989: Chains
- 1995: Evil Obsession – Fatale Begierde (Evil Obsession)
- 1996: Passion For Murder – Mord aus Leidenschaft (Deadlock: A Passion for Murder)
- 1997: Der Macher – Im Sumpf der Korruption (The Fixer)
- 1998: Forbidden Sins
- 1999: The Awakening of Gabriella
- 2000: The Atlanta Killing (Who Killed Atlanta's Children?)
- 2000: Fatal Blade – Messerscharf (Fatal Blade)
- 2002: Breakaway – Ein knallharter Coup (Christmas Rush)
- 2003: Red Water
- 2004: Judas und Jesus (Judas)
- 2004: Funky Monkey – Ein Affe in geheimer Mission (Funky Monkey)
- 2005: Die Fahrrad-Gang (The Bike Squad)
- 2006: Fingerprints
- 2007–2008: My Name Is Earl (Fernsehserie)
- 2008: Beschützer wider Willen (Witless Protection)
- 2008–2012: Web Therapy (Webserie)
- 2011–2012: Glee (Fernsehserie)
- 2011–2016: American Horror Story (Fernsehserie)
- 2014: Warte, bis es dunkel wird (The Town That Dreaded Sundown)
- 2019: The Ship – Das Böse lauert unter der Oberfläche (Mary)
- 2020: Words on Bathroom Walls